# Saison 2017-2018 du Standard de Liège
Maillots
Chronologie
Saison précédente Saison suivante
La saison 2017-2018 du Standard de Liège voit le club évoluer en Jupiler Pro League. C'est la 101e saison du club au plus haut niveau du football belge, et la 96e consécutive, c'est le record absolu en Belgique. Il participe également à la Coupe de Belgique.
Après un début de saison compliqué, le Standard fait le travail en Coupe de Belgique et parvient à décrocher le 17 mars 2018, son huitième trophée, deux ans après le dernier. De plus, le club parvient à se qualifier in-extrémis en Play-offs I, ce qui représentait l'objectif principal du Standard. Certain de participer à la Coupe d'Europe la saison suivante grâce à la victoire en finale de Coupe de Belgique qui le qualifie directement dans les poules de la Ligue Europa, le Standard réalise une incroyable campagne en Play-offs I en terminant vice-champion de Belgique, ce qui le qualifie désormais pour le troisième tour préliminaire de la Ligue des Champions.
Le club fête également ses 120 années d'existence.

## Déroulement de la saison
Comme à son habitude, le mercato estival est fortement animé en bord de Meuse. Le Portugais Ricardo Sá Pinto, ancien de la maison rouche, est institué entraineur principal pour cette nouvelle saison. Fort de plusieurs expériences étrangères, il est censé redonner du dynamisme et de la grinta à un groupe qui fut parfois moribond lors du précédent exercice.
Au niveau des arrivées, tout d'abord, le Standard s'offre le médian nigérian Uche Agbo et le gardien international mexicain, Guillermo Ochoa, tous deux en provenance de Grenade. Il signe également le retour du défenseur Sébastien Pocognoli, qui hérite directement du brassard de capitaine, mais aussi ceux de Paul-José Mpoku et Luis Pedro Cavanda. De la sorte, le président affirme sa volonté de ramener les anciens Liégeois au sein du club principautaire. Le Brésilien Carlinhos, milieu offensif, rejoint également l'équipe et en fin de mercato, c'est l'attaquant croate Duje Čop qui signe en faveur du matricule 16.
Les départs, en revanche, sont assez nombreux, et des cadres quittent tour à tour le club. Ainsi, Benito Raman et Ishak Belfodil tentent leurs chances du côté de l'Allemagne, le premier au Fortuna Düsseldorf et le second au Werder de Brême. Matthieu Dossevi, quant à lui, rejoint le club français de Metz.
Le début de saison est assez poussif avec un match nul face au FC Malines et une victoire face au Racing Genk. Néanmoins, on pense le Standard parti sur de belles bases pour cette nouvelle saison, mais l'équipe retombe vite dans ses travers en perdant d'abord à Saint-Trond (1-0) puis surtout en se faisant humilier à domicile par Zulte-Waregem par un cinglant 0-4. Le tournant de la saison arrive lors du Clasico face au rival mauve, rencontre pendant laquelle le médian Merveille Bokadi se blesse gravement et doit être remplacé numériquement par le Roumain Răzvan Marin. Ce dernier ne quittera quasiment plus le onze de base grâce à de bonnes prestations.
En championnat, le Standard végète entre la 7e et 10e position tout le long de la saison, sans pouvoir accrocher cette 6e place qualificative pour les Play-offs 1. En Coupe de Belgique, le club écarte facilement le KSK Heist (4-0). Lors des huitièmes de finale, le Standard effectue un déplacement périlleux à Anderlecht, où les Liégois s'imposent sur le score de 0-1 grâce à un but de Carlinhos. Mais ce match est surtout marqué par la simulation de l'entraineur rouche, chutant sur le terrain à la suite du jet d'un gobelet de bière depuis les tribunes. Le match est interrompu pour quelques instants et l'entraîneur renvoyé en tribune. Ce dernier écopera par la suite de trois matchs de suspension. En quarts de finale, le Standard élimine le KV Ostende, finaliste sortant, sur le score de 2-3.
Le mercato hivernal arrive et le Standard veut redonner un nouveau souffle à son noyau ainsi que de la profondeur à son banc. Malgré les départs d'Alexander Scholz pour le Club de Bruges et d'Orlando Sá pour la Chine, le Standard parvient à attirer le médian bosnien Gojko Cimirot, le jeune défenseur belge, formé au club, Zinho Vanheusden, en prêt depuis l'Inter Milan, mais surtout rapatrie pour la seconde fois le médian marocain Mehdi Carcela. Celui-ci aura un impact plus que positif pour la suite de la saison. Enfin, le défenseur grec Geórgios Koutroubís, libre depuis la rupture de son contrat avec le Panathinaïkos, vient compléter le contingent liégeois.
En demi-finale de la Coupe de Belgique, a lieu une double confrontation face au Club de Bruges. Le match aller, joué à Sclessin, voit le triplé de l'attaquant belge Renaud Emond. Le Standard s'impose 4-1 et prend une option importante pour la finale. Au retour, malgré une défaite (3-2), les Liégeois valident leur sésame pour le stade Roi Baudouin. Parallèlement à ce parcours en Coupe de Belgique, une course poursuite pour les Play-offs 1 se joue et permet de livrer quelques beaux matchs dont notamment un spectaculaire partage (3-3) face à Anderlecht et deux victoires dans les arrêts de jeu face à Eupen (3-2) et Mouscron (4-3). Finalement, le Standard valide son billet pour les Play-offs 1 lors de l'ultime journée de la phase classique, en gagnant 2-3 au KV Ostende, après avoir pourtant été mené 2-0 à la mi-temps. La remontée en seconde période est permise grâce aux buts de Renaud Emond, Collins Fai et Moussa Djenepo, mais est surtout l'œuvre de Mehdi Carcela, auteur d'une prestation étincelante.
Le 17 mars 2018, le Standard remporte sa huitième Coupe de Belgique grâce à sa victoire en finale face au Racing Genk sur un but de Renaud Emond lors des prolongations. Ce dernier sera sacré meilleur buteur de la compétition. Cette victoire les qualifie pour la phase de poules de la Ligue Europa.
Durant les Play-Offs, le Standard ne perd qu'un seul match (1-0 contre Genk), réalise 3 matchs nuls et remporte 6 victoires. Ces victoires et la "Grinta" de Sà Pinto permettent au Standard de remonter à la deuxième place, lui permettant de participer aux préliminaires de la Ligue des champions de l'UEFA 2018-2019. Il a même été en course pour remporter un 11e sacre mais le match nul réalisé à Sclessin par Bruges (1-1) à l'issue de l'avant dernière journée assure la 1re place aux Brugeois. Dans ce match, une phase litigieuse a fait couler beaucoup d'encre : le but égalisateur inscrit par le Brugeois Jelle Vossen est finalement validé par l'arbitre Van Driessche après consultation du VAR qui avait décelé une potentielle faute de main préalable de son coéquipier Ruud Vormer. Le Standard termine donc deuxième de ce championnat 2017-2018 à trois points du FC Bruges. À noter que le Standard n'a plus perdu à domicile après le revers face à Zulte-Waregem (0-4) le 18 août 2017.
Une fois la dernière journée terminée, Ricardo Sà Pinto annonce qu'il quitte le Standard d'un « commun accord ». Il a permis au club de retrouver une place au premier plan sur la scène belge et, malgré un début de saison compliqué, a remporté la Coupe De Belgique et participé aux Plays-Off 1 attendus depuis deux ans. Le 5 juin 2018, le président Bruno Venanzi intègre le conseil d’administration de la Pro League.

## Tableau des transferts
| Arrivées                         |                   |           |                                  |                |                         |
| Senne Vits (Retour de prêt)      | 31 août 1996      | Gardien   | Belgique                         | ?              | MVV Maastricht          |
| Martin Milec (Retour de prêt)    | 20 septembre 1991 | Milieu    | Slovénie                         | Juin 2019      | Roda JC                 |
| Birama Touré (Retour de prêt)    | 6 juin 1992       | Milieu    | Mali                             | Juin 2020      | AJ Auxerre              |
| Mohamed Yattara (Retour de prêt) | 28 juillet 1993   | Attaquant | Guinée                           | Juillet 2019   | AJ Auxerre              |
| Farouk Miya (Retour de prêt)     | 26 novembre 1997  | Milieu    | Ouganda                          | ?              | Royal Excel Mouscron    |
| Ryan Mmaee (Retour de prêt)      | 1er novembre 1997 | Attaquant | Belgique                         | été 2018       | FC Utrecht              |
| Benjamin Tetteh (retour de prêt) | 10 juillet 1997   | Attaquant | Ghana                            | été 2018       | 1. FC Slovácko          |
| Jean-Luc Dompé (Retour de prêt)  | 12 août 1995      | Ailier    | France                           | Juillet 2019   | KAS Eupen               |
| Beni Badibanga (Retour de prêt)  | 19 février 1996   | Attaquant | Belgique                         |                | Roda JC                 |
| Hugo Cuypers (retour de prêt)    | 7 février 1997    | Attaquant | Belgique                         | ?              | RFC Seraing             |
| Sébastien Pocognoli              | 1er août 1987     | Défenseur | Belgique                         | ?              | West Bromwich           |
| Paul-José M'Poku                 | 19 avril 1992     | Ailier    | République démocratique du Congo | ?              | Chievo Vérone           |
| Guillermo Ochoa                  | 13 juillet 1985   | Gardien   | Mexique                          | ?              | Málaga CF               |
| Uche Agbo                        | 4 décembre 1995   | Milieu    | Nigeria                          |                | Watford FC              |
| Carlinhos                        | 22 juin 1994      | Milieu    | Brésil                           |                | GD Estoril Praia        |
| Duje Čop                         | 1er février 1990  | Attaquant | Croatie                          |                | Cagliari Calcio         |
| Départs                          |                   |           |                                  |                |                         |
| Samy Mmaee (prêt)                | 8 septembre 1996  | Défenseur | Belgique                         | été 2018       | MVV Maastricht          |
| Guillaume Hubert                 | 11 janvier 1994   | Gardien   | Belgique                         | ?              | Club Bruges KV          |
| Darwin Andrade                   | 11 février 1991   | Défenseur | Colombie                         | ?              | Deportivo Cali          |
| William Soares                   | 7 février 1985    | Arrière   | Brésil                           | ?              | Hapoël Beer-Sheva       |
| Eyong Enoh                       | 23 mars 1986      | Milieu    | Cameroun                         | Fin de contrat | Willem II               |
| Ibrahima Cissé                   | 28 février 1994   | Défenseur | Belgique/ Guinée                 | ?              | Fulham FC               |
| Jonathan Bolingi (prêt)          | 30 juin 1994      | Attaquant | République démocratique du Congo | ?              | Royal Excel Mouscron    |
| Farouk Miya (prêt)               | 26 novembre 1997  | Milieu    | Ouganda                          | ?              | Royal Excel Mouscron    |
| Jean-Luc Dompé (prêt)            | 12 août 1995      | Ailier    | France                           | Juillet 2019   | Amiens SC               |
| Birama Touré                     | 6 juin 1992       | Milieu    | Mali                             | Juin 2020      | AJ Auxerre              |
| Mohamed Yattara                  | 28 juillet 1993   | Attaquant | Guinée                           | Juillet 2019   | AJ Auxerre              |
| Martin Milec                     | 20 septembre 1991 | Milieu    | Slovénie                         | Juin 2019      | NK Maribor              |
| Ryan Mmaee (prêt)                | 1er novembre 1997 | Attaquant | Belgique                         | été 2018       | Waasland-Beveren        |
| Benjamin Tetteh (prêt)           | 10 juillet 1997   | Attaquant | Ghana                            | été 2018       | Bohemians 1905          |
| Jonathan Legear                  | 13 avril 1987     | Milieu    | Belgique                         | ?              | K Saint-Trond VV        |
| Hugo Cuypers                     | 7 février 1997    | Attaquant | Belgique                         | ?              | PAE Ergotelis Héraklion |

| Arrivées              |                  |                   |                    |   |                          |
| Mehdi Carcela         | 1er juillet 1989 | Milieu            | Maroc              |   | Olympiakos               |
| Gojko Cimirot         | 19 décembre 1992 | Milieu            | Bosnie-Herzégovine |   | PAOK Salonique           |
| Zinho Vanheusden      | 29 juillet 1999  | Défenseur         | Belgique           |   | FC Internazionale Milano |
| Geórgios Koutroubís   | 10 février 1991  | Défenseur         | Grèce              |   | Panathinaïkos            |
| Départs               |                  |                   |                    |   |                          |
| Beni Badibanga (prêt) | 19 février 1996  | Attaquant         | Belgique           | ? | Lierse SK                |
| Corentin Fiore        | 24 mars 1995     | Défenseur         | Belgique           | ? | US Palermo               |
| Filip Mladenović      | 15 août 1991     | Arrière gauche    | Serbie             | ? | Lechia Gdańsk            |
| Alexander Scholz      | 24 octobre 1992  | Défenseur central | Danemark           | ? | Club Bruges KV           |
| Orlando Sá            | 26 mai 1988      | attaquant         | Portugal           | ? | Henan Construction FC    |

## Résultats

### Matchs de préparation
| Date       | Adversaire                  | Division            | Lieu              | Résultat | Buteurs pour le Standard                                                              |
| ---------- | --------------------------- | ------------------- | ----------------- | -------- | ------------------------------------------------------------------------------------- |
| 24/06/2017 | R. Aywaille FC              | Division 3 Amateur  | Aywaille Ext.     | 0-4      | Sà, Sà, R.Mmaee, Djenepo                                                              |
| 30/06/2017 | FC Wiltz 71                 | Promotion d'honneur | Battice Dom.      | 10-0     | Laifis, Laifis, Sá, Ndongala, Legear, Edmilson Jr., Emond, Ndongala, Ndongala, Legear |
| 01/07/2017 | R. Wallonia Walhain CG      | Division 2 Amateur  | Walhain Ext.      | 0-3      | R. Mmaee, Raman, Raman                                                                |
| 05/07/2017 | F91 Dudelange               | Division Nationale  | Virton Dom.       | 2-2      | Raman, Emond                                                                          |
| 08/07/2017 | TSG 1899 Hoffenheim         | Bundesliga          | Schwetzingen Ext. | 4-2      | Scholz, R. Mmaee                                                                      |
| 14/07/2017 | Royal Excel Mouscron        | Division 1A         | Namur Dom.        | 1-0      | Emond                                                                                 |
| 16/07/2017 | RC Lens                     | Ligue 2             | Le Touquet Dom.   | 2-0      | Sà, Mpoku                                                                             |
| 19/07/2017 | US Quevilly-Rouen Métropole | Ligue 2             | Le Touquet Ext.   | 0-2      | Sà, Sà                                                                                |
| 22/07/2017 | FC Metz                     | Ligue 1             | Seraing Dom.      | 1-1      | Belfodil                                                                              |
| 09/01/2018 | Fortuna Dusseldorf          | 2.Bundesliga        | Marbella Ext.     | 1-3      | Sà, csc, Mpoku                                                                        |

### Division 1A

#### Phase régulière
| Date       | N o | Adversaire           | Lieu | Résultat | Buteurs pour le Standard                          | Points | Place | Affluence |
| ---------- | --- | -------------------- | ---- | -------- | ------------------------------------------------- | ------ | ----- | --------- |
| 30/07/2017 | J01 | KV Mechelen          | Ext. | 1 – 1    | Sá 8e                                             | 1      | 8e    | 13 700    |
| 04/08/2017 | J02 | KRC Genk             | Dom. | 2 – 1    | Edmilson jr. 48e, Mpoku 63e                       | 4      | 4e    | 20 394    |
| 13/08/2017 | J03 | K Saint-Trond VV     | Ext. | 1 – 0    |                                                   | 4      | 9e    | 6 899     |
| 18/08/2017 | J04 | SV Zulte-Waregem     | Dom. | 0 – 4    |                                                   | 4      | 11e   | 17 880    |
| 27/08/2017 | J05 | Club Bruges KV       | Ext. | 4 - 0    |                                                   | 4      | 12e   | 24 507    |
| 10/09/2017 | J06 | R. Charleroi SC      | Dom. | 0 - 0    |                                                   | 5      | 12e   | 21 048    |
| 17/09/2017 | J07 | KAS Eupen            | Ext. | 1 - 1    | Mpoku 39e                                         | 6      | 13e   | 5 062     |
| 24/09/2017 | J08 | KSC Lokeren          | Dom. | 2 - 1    | Cop 52e, Mpoku 90+1e                              | 9      | 11e   | 22 643    |
| 01/10/2017 | J09 | RSC Anderlecht       | Ext  | 1 - 0    |                                                   | 9      | 12e   | 20 127    |
| 15/10/2017 | J10 | KV Kortrijk          | Dom. | 3 - 1    | Edmilson jr. 12e, Sà 22e, Sà 44e                  | 12     | 9e    | 16 605    |
| 20/10/2017 | J11 | Royal Excel Mouscron | Ext. | 1 - 3    | Locigno 33e (csc), Sà 75e, Edmilson jr. 90+4e     | 15     | 9e    | 10 084    |
| 26/10/2017 | J12 | Royal Antwerp FC     | Ext. | 0 - 0    |                                                   | 16     | 10e   | 11 572    |
| 29/10/2017 | J13 | Waasland-Beveren     | Dom. | 3 - 1    | Sà 28e, Mpoku 30e, Seck 42e (csc)                 | 19     | 8e    | 17 434    |
| 03/11/2017 | J14 | KAA Gent             | Ext. | 1 - 0    |                                                   | 19     | 9e    | 17 347    |
| 18/11/2017 | J15 | KV Oostende          | Dom. | 0 - 0    |                                                   | 20     | 8e    | 15 932    |
| 26/11/2017 | J16 | KRC Genk             | Ext. | 0 - 2    | Mpoku 15e, Agbo 81e                               | 23     | 6e    | 18 130    |
| 03/12/2017 | J17 | Royal Antwerp FC     | Dom. | 1 - 1    | Sà 40+1e                                          | 24     | 7e    | 17 246    |
| 08/12/2017 | J18 | Waasland-Beveren     | Ext. | 3 - 1    | Marin 15e                                         | 24     | 8e    | 4 094     |
| 16/12/2017 | J19 | KAA Gent             | Dom. | 0 - 0    |                                                   | 25     | 8e    | 14 543    |
| 23/12/2017 | J20 | K Saint-Trond VV     | Dom. | 1 - 1    | Marin 85e                                         | 26     | 8e    | 17 114    |
| 27/12/2017 | J21 | KV Kortrijk          | Ext. | 2 - 1    | Marin 65e (pen.)                                  | 26     | 10e   | 9 017     |
| 20/01/2018 | J22 | KAS Eupen            | Dom. | 3 - 2    | Sà 15e, Sà 45e, Pocognoli 90+2e                   | 29     | 6e    | 13 679    |
| 23/01/2018 | J23 | SV Zulte-Waregem     | Ext. | 2 - 1    | Emond 73e                                         | 29     | 10e   | 9 064     |
| 28/01/2018 | J24 | RSC Anderlecht       | Dom. | 3 - 3    | Sà 6e, Luyindama 24e, Luyindama 63e               | 30     | 10e   | 23 749    |
| 03/02/2018 | J25 | KSC Lokeren          | Ext. | 0 - 3    | Emond 41e, Čop 84e (pen.), Marin 90e              | 33     | 9e    | 4 731     |
| 11/02/2018 | J26 | Royal Excel Mouscron | Dom. | 4 - 3    | Luyindama 9e, Pocognoli 47e, Carcela 87e, Čop 88e | 36     | 8e    | 16 500    |
| 18/02/2018 | J27 | R. Charleroi SC      | Ext. | 1 - 1    | Sà 76e                                            | 37     | 8e    | 14 113    |
| 25/02/2018 | J28 | Club Bruges KV       | Dom. | 1 - 1    | Carcela 31e                                       | 38     | 7e    | 20 884    |
| 03/03/2018 | J29 | KV Mechelen          | Dom. | 3 - 2    | Emond 34e, Luyindama 45+3e, Carlinhos 52e         | 41     | 7e    | 17 863    |
| 11/03/2018 | J30 | KV Oostende          | Ext. | 2 - 3    | Emond 50e, Djenepo 65e, Fai 72e                   | 44     | 6e    | 6 381     |

#### Play-Offs 1
| Date       | N o | Adversaire      | Lieu | Résultat | Buteurs pour le Standard                                      | Points | Place | Affluence |
| ---------- | --- | --------------- | ---- | -------- | ------------------------------------------------------------- | ------ | ----- | --------- |
| 30/03/2018 | J01 | R. Charleroi SC | Dom. | 1 – 0    | Edmilson jr. 84e                                              | 25     |       | 19 450    |
| 07/04/2018 | J02 | KRC Genk        | Ext. | 1 – 0    |                                                               | 25     |       | 16 130    |
| 14/04/2018 | J03 | KAA Gent        | Dom. | 1 – 0    | Emond 90e (pen.)                                              | 28     |       | 18 802    |
| 18/04/2018 | J04 | RSC Anderlecht  | Dom. | 2 – 1    | Emond 10e, Carcela 60e                                        | 31     |       | 23 971    |
| 22/04/2018 | J05 | Club Bruges KV  | Ext. | 4 - 4    | Edmilson jr. 30e, Edmilson jr. 40e, Emond 66e, Čop 90+3e      | 32     |       | 26 871    |
| 29/04/2018 | J07 | KAA Gent        | Ext. | 1 - 3    | Cimirot 53e, Edmilson jr. 58e, Cavanda 90+3e                  | 35     |       | 17 542    |
| 06/05/2018 | J07 | KRC Genk        | Dom. | 5 - 0    | Carcela 9e, Emond 51e, Edmilson jr. 79e, Čop 83e, Carcela 88e | 38     |       | 20 683    |
| 10/05/2018 | J08 | RSC Anderlecht  | Ext. | 1 - 3    | Edmilson jr. 48e, Emond 51e, Edmilson jr. 78e                 | 41     |       |           |
| 13/05/2018 | J09 | Club Bruges KV  | Dom. | 1 - 1    | Laifis 11e                                                    | 42     | 2e    |           |
| 20/05/2018 | J10 | R. Charleroi SC | Ext. | 0 - 0    |                                                               | 43     | 2e    |           |

### Coupe de Belgique
| Date                  | Tour   | Club visité       | Club visiteur     | Aller | Total | Retour | Buteurs pour le Standard                                             | Affluence |
| --------------------- | ------ | ----------------- | ----------------- | ----- | ----- | ------ | -------------------------------------------------------------------- | --------- |
| 20/09/2017            | 1/16   | Standard de Liège | KSK Heist         | 4 – 0 | /     | /      | Carlinhos 2e, Marin 31e, Sà 64e, Čop 71e                             |           |
| 29/11/2017            | 1/8    | RSC Anderlecht    | Standard de Liège | 0 – 1 | /     | /      | Carlinhos 18e                                                        |           |
| 12/12/2017            | 1/4    | KV Oostende       | Standard de Liège | 2 – 3 | /     | /      | Sá 35e, Marin 48e, Emond 84e                                         |           |
| 31/01/2018 08/02/2018 | 1/2    | Standard de Liège | Club Bruges KV    | 4 – 1 | 6 – 3 | 3 – 2  | Emond 19e, Emond 25e, Emond 54e, Edmilson jr. 57e · Sà 4e, Emond 71e |           |
| 17/03/2018            | Finale | KRC Genk          | Standard de Liège | 0 – 1 | /     | /      | Emond 92e                                                            |           |

## Statistiques[3]
Les matchs amicaux ne sont pas pris en compte.
- Renaud Emond est le meilleur buteur de la saison avec 15 réalisations.
- Răzvan Marin est le meilleur passeur de la saison avec 12 passes décisives.
- Kostas Laifis est le joueur le plus utilisé de la saison avec 43 matchs joués.

### Classement des buteurs
| Rang | Joueur              | Buts |
| ---- | ------------------- | ---- |
| 1er  | Renaud Emond        | 15   |
| 2e   | Orlando Sá          | 13   |
| 3e   | Edmilson Junior     | 11   |
| 4e   | Duje Čop            | 6    |
| 4e   | Răzvan Marin        | 6    |
| 6e   | Mehdi Carcela       | 5    |
| 6e   | Paul-José M'Poku    | 5    |
| 8e   | Christian Luyindama | 4    |
| 9e   | Carlinhos           | 3    |
| 10e  | Sébastien Pocognoli | 2    |
| 11e  | Uche Agbo           | 1    |
| 11e  | Luis Pedro Cavanda  | 1    |
| 11e  | Gojko Cimirot       | 1    |
| 11e  | Moussa Djenepo      | 1    |
| 11e  | Collins Fai         | 1    |
| 11e  | Konstantínos Laḯfis | 1    |